# Fiskbensmönster

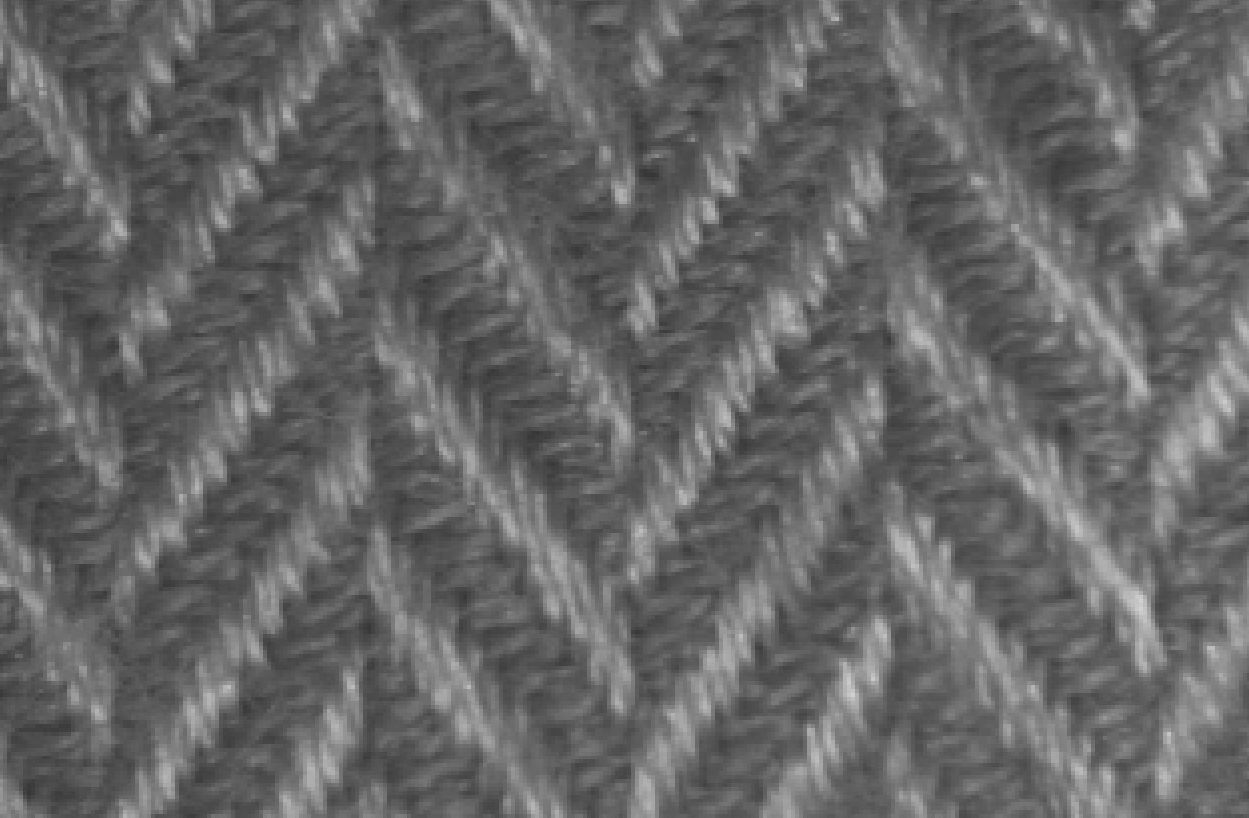
Fiskbensmönster i tyg

Ett fiskbensmönster är ett optiskt mönster som påminner om fiskben som lagts bredvid varann i flera omgångar och bildar så ett sammanhängande mönster. Fiskbensmönster förekommer bland annat inom arkitektur och textilier. Ett parkettgolv kan vara lagt i fiskbensmönster. En textil som är fiskbensmönstrad i själva väven är vävd i en teknik som kallas spetskypert.